# Czesław Uznański
Czesław Uznański (Sosnowiec, 7 de diciembre de 1930 - ibídem, 19 de marzo de 2014) fue un futbolista polaco que jugaba en la demarcación de delantero.

## Biografía
Con 15 años de edad empezó a jugar como futbolista en el Czarni Sosnowiec de su ciudad natal. Jugó hasta que cumplió 17 años, momento en el que el Zagłębie Sosnowiec se hizo con sus servicios. Se convirtió en el primer futbolista en marcar en el estadio Ludowy, estadio que se fundó en 1956 y acogía los partidos del club. Tras cinco años, Uznański se fue en calidad de cedido durante dos temporadas al Wawel Kraków, con quien llegó a ganar la Copa de la Liga de Polonia en 1952. En 1954 volvió al Zagłębie Sosnowiec. En total marcó 42 goles con el club, situándose como el quinto mayor goleador de la historia del club. Además ganó la Copa de Polonia en 1962 y en 1963. Finalmente en 1965 colgó las botas tras veinte años como futbolista en activo.
Falleció el 19 de marzo de 2014 en Sosnowiec a los 83 años de edad.

## Selección nacional
Jugó tres partidos con la selección de fútbol de Polonia. El primero lo disputó contra Alemania Democrática, partido que finalizó por 0-2 a favor del conjunto alemán. Los otros dos partidos fueron contra Hungría y contra Noruega.

## Clubes
| Club               | País    | Año         |
| ------------------ | ------- | ----------- |
| Czarni Sosnowiec   | Polonia | 1945 - 1947 |
| Zagłębie Sosnowiec | Polonia | 1947 - 1952 |
| Wawel Kraków       | Polonia | 1952 - 1954 |
| Zagłębie Sosnowiec | Polonia | 1954 - 1965 |

## Palmarés

### Campeonatos nacionales
| Título                     | Club               | País    | Año  |
| -------------------------- | ------------------ | ------- | ---- |
| Copa de la Liga de Polonia | Wawel Kraków       | Polonia | 1952 |
| Copa de Polonia            | Zagłębie Sosnowiec | Polonia | 1962 |
| Copa de Polonia            | Zagłębie Sosnowiec | Polonia | 1963 |